# Krzyż Wielkopolski
Krzyż Wielkopolski [ˈkʃɨʒ‿vʲɛlkɔˈpɔlskʲi] (deutsch Kreuz (Ostbahn)) ist eine Stadt mit Sitz einer Stadt-und-Land-Gemeinde in der Woiwodschaft Großpolen in Polen. Sie ist dem Powiat Czarnkowsko-Trzcianecki angegliedert und hat etwa 6150 Einwohner.

## Geographische Lage
Die Stadt liegt nördlich der Einmündungen von Drawa (Drage) und Hammerfließ in die Noteć (Netze). Der Ort ist zwar ein wichtiger Eisenbahn-Knotenpunkt, liegt jedoch abseits des überregionalen Straßennetzes. Eine zwei Kilometer lange Stichstraße führt zur Woiwodschaftsstraße DW181 von Drezdenko (Driesen) nach Wieleń (Filehne). Die nächstgelegene größere Stadt ist Gorzów Wielkopolski (Landsberg a.d. Warthe) in 60 Kilometern Entfernung. Nördlich von Krzyż Wielkopolski befindet sich der Kaisersee mit einem Campingplatz; dort beginnt der Draheimer Nationalpark.

## Geschichte

### Administrative Zugehörigkeit
- – 1772 Woiwodschaft Poznań, Polen-Litauen
- 1772–1887 Kreis Czarnikau, Provinz Posen (Preußen)
- 1887–1919 Kreis Filehne, Provinz Posen
- 1920–1938 Netzekreis, Grenzmark Posen-Westpreußen
- 1938–1945 Provinz Pommern
- seit 1945 zu Polen

### Bis 1772
Das Gebiet der heutigen Stadt Krzyż war bis in die Mitte des 19. Jahrhunderts überwiegend von Wald bedeckt.
Es gehörte zum Besitz der polnischen Herren Sapieha. In der Nähe befanden sich das Holländer-Kolonistendorf Łokacz Wielkie (Drage-Lukatz) seit 1701 und Łokacz Mały (Busch-Lukatz) seit 1750 am Kaisersee.

### Schienenknotenpunkt 1847–1880
1772 kam das Gebiet nach der Ersten Teilung Polens zum Königreich Preußen.

Streckennetz um 1920

An der Stelle entstand ein Schienenknotenpunkt.
Zuerst wurde 1847 bis 1848 die Strecke der Stargard-Posener Eisenbahn-Gesellschaft gebaut. 1848 wurde an der geplanten Abzweigung der Strecke Küstrin–Posen mit dem Bau eines Bahnhofes begonnen, der ein im klassizistischen Stil errichtetes Empfangsgebäude erhielt. Obwohl der Bau der Preußischen Ostbahn erst Ende 1849 endgültig vom preußischen Landtag genehmigt wurde, war der Bahnhof Kreuz mit der Südwest-Nordost-Ausrichtung seiner Gleise darauf angelegt, dass eine Strecke von Berlin an die untere Weichsel und nach Ostpreußen einmal die Hauptstrecke werden sollte. Der Bau der Ostbahn wurde 1849 von dem besagten Bahnhof aus begonnen und am 27. Juli 1851 über Schneidemühl bis nach Bromberg fertiggestellt. Weitere Teilabschnitte der zuletzt 740 Kilometer umfassenden Strecke folgten bis zur Eröffnung des letzten Teilstücks vom ersten Berliner Ostbahnhof nach Gusow am 1. Oktober 1857.
Von dem Zeitpunkt an kreuzten sich hier daher zwei wichtige Eisenbahnstrecken und führten später zu der Namensgebung „Kreuz“.
In den folgenden Jahren wurden weitere Bahnlinien nach Deutsch Krone (Wałcz) und Rogasen (Rogoźno) gebaut.

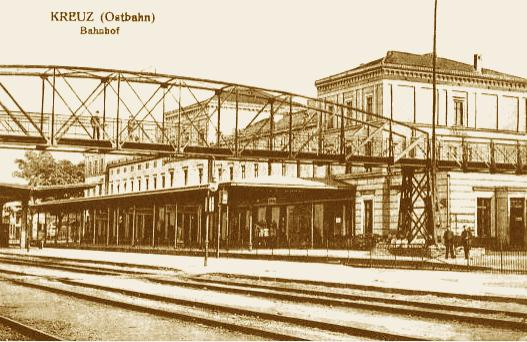
Bahnhof um 1900

### Siedlung 1880–1945
Um den Bahnhof entwickelte sich eine Siedlung. Es entstanden zunächst planlos angelegte Straßenzüge mit Geschäften und öffentlichen Gebäuden. 1882 wurde die evangelische Kirche errichtet, und 1900 wurde der Marktplatz fertiggestellt. Die guten Bahnverbindungen und der nicht weit entfernte Netzehafen veranlassten mehrere Industriebetriebe wie eine Stärkefabrik (Maizena) und Holz verarbeitende Unternehmen, sich am Ort niederzulassen. 1890 gab es etwa 2400 Einwohner.
1914 wurden die beiden Lukatz-Dörfer eingemeindet.

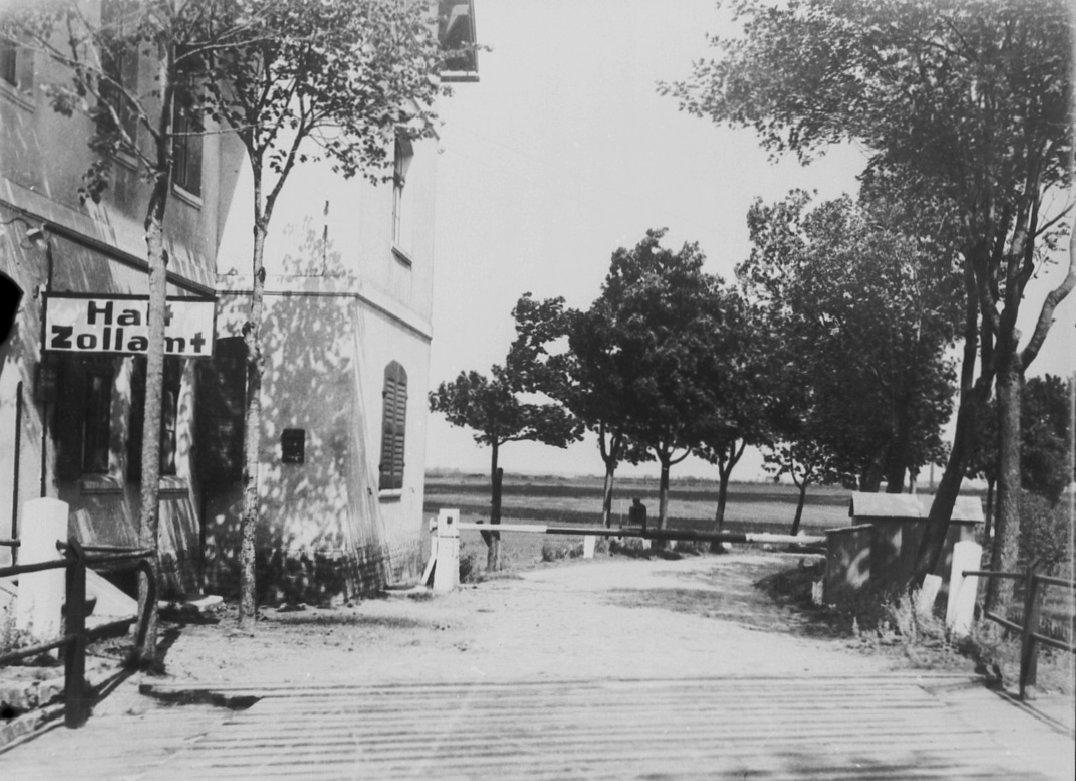
Grenzübergang bei Kreuz

Seit 1919 befand sich der Ort unmittelbar an der deutsch-polnischen Grenze. 1936 erhielt Kreuz/Ostbahn das Stadtrecht.

### Seit 1945
Im Frühjahr 1945 besetzte die Rote Armee die Region. Bei diesen
Kämpfen wurde die Stadt Kreuz zu 85 Prozent zerstört. Bald darauf wurde sie unter polnische Verwaltung gestellt und in der Folgezeit in Krzyż Wielkopolski umbenannt.

### Einwohnerzahlen
- 1880: 0430
- 1890: 2419[4]
- 1925: 4405, davon 354 Katholiken und 27 Juden[5]
- 1933: 5209[4]
- 1939: 4966[4]

## Kirche

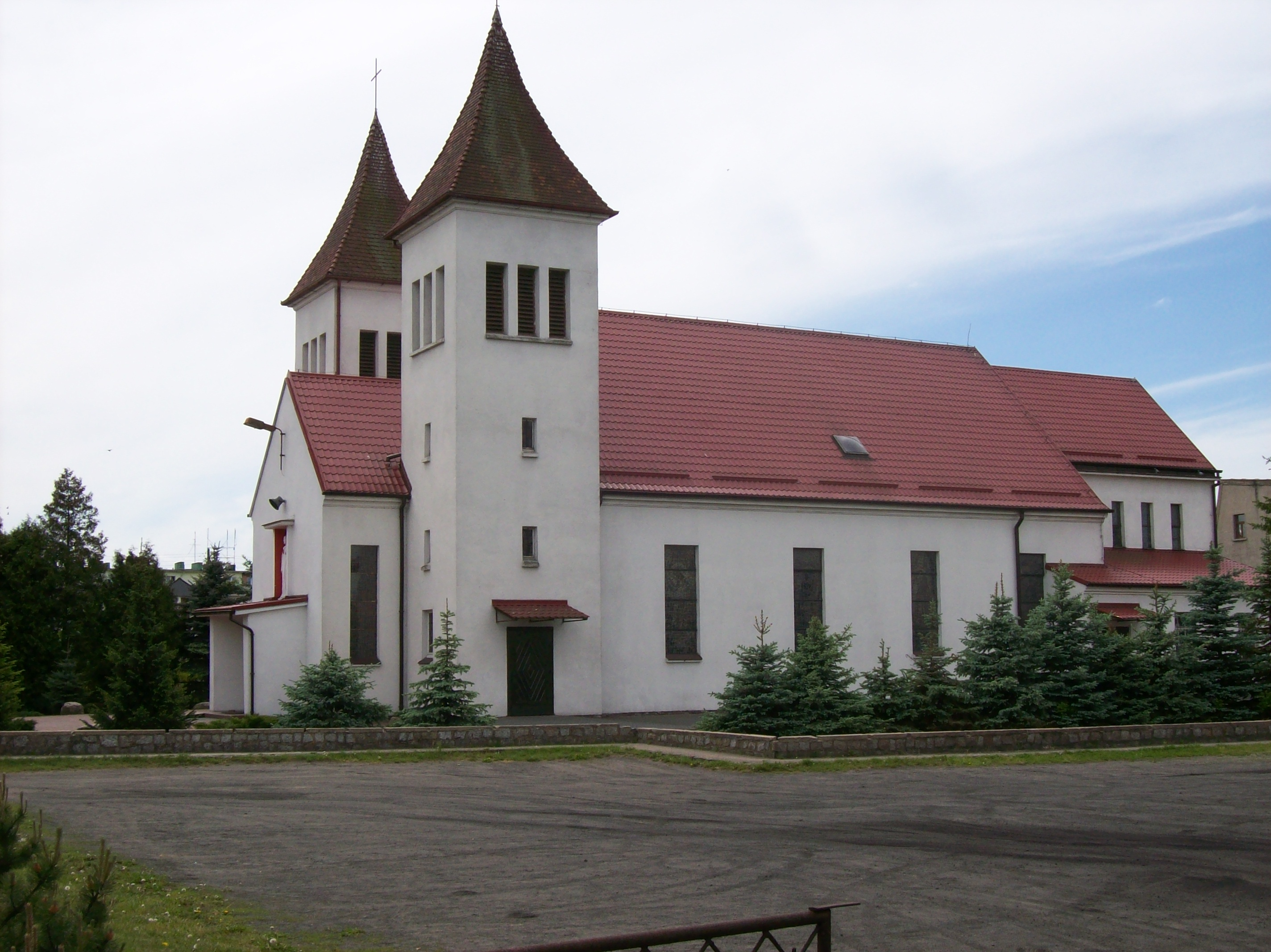
Die Kirche von 1936 in Krzyż Wlkp. (Kreuz)

Die Einwohner evangelischen Glaubens von Krzyż Wielkopolski besuchten anfangs die Kirche in Dragelukatz (polnisch: Łokacz Wielki), einen Holzbau wohl aus der Zeit nach 1700. Als dann am Bahnhof Kreuz immer mehr Ansiedlungen entstanden, stellte die Eisenbahnverwaltung einen Betsaal und 1854 ein Schullokal an der damaligen Maybachstraße zur Verfügung. Später stellte die Verwaltung dann ein Baugrundstück bereit, und so konnte – nach fast drei Jahrzehnten – am 3. Oktober 1882 eine neu errichtete Kirche eingeweiht werden. Es handelte sich um eine schlichte Saalkirche mit Ostchorraum und einen auf dem – mit einem vorgesetzten Portal versehenen – Westgiebel aufgesetzten Dachreiter. Auf dem westlichen Vorplatz stand ein hölzerner Glockenturm.
Die katholischen Kirchenangehörigen hatten sich nach der Grenzziehung im Jahre 1920 zunächst mit einer Kirchenbaracke an der ehemaligen Seestraße abfinden müssen. Erst im Jahre 1936 wurde dann eine massive Kirche an der damaligen Schillerstraße erbaut.
Heute gehören beide Kirchengebäude der römisch-katholischen Kirche in Polen, deren Konfession die überwiegende Mehrheit der Bevölkerung von Krzyż vertritt. Die beiden Pfarrgemeinden gehören zum Dekanat Trzcianka (Schönlanke) im Bistum Köslin-Kolberg. Hier lebende evangelische Kirchenglieder gehören zur Pfarrei Piła (Schneidemühl) in der Diözese Pommern-Großpolen der Evangelisch-Augsburgischen Kirche in Polen.
In Krzyż Wlkp. gibt es heute außerdem ein Gotteshaus der Altkatholischen Kirche der Mariaviten.

## Städtepartnerschaft
Mit der schleswig-holsteinischen Stadt Bredstedt besteht ein Patenschaftsvertrag.

## Gemeinde Krzyż Wielkopolski

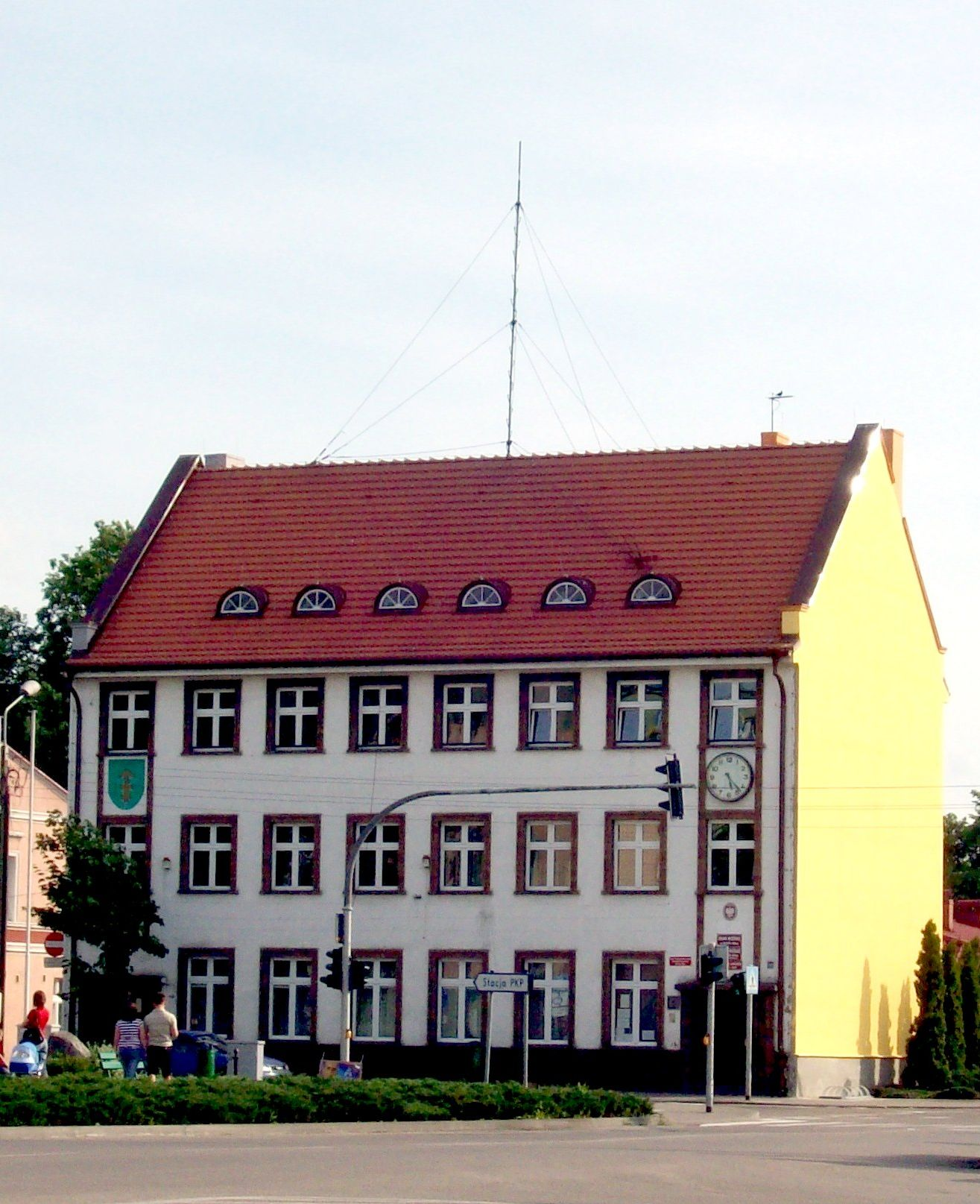
Urząd miasta i gminy (Stadt- und Gemeindeamt) in Krzyż Wlkp. (Kreuz)

Die Stadt- und Landgemeinde Krzyż Wielkopolski umfasst ein Gebiet von 174,5 km² mit 8934 Einwohnern.

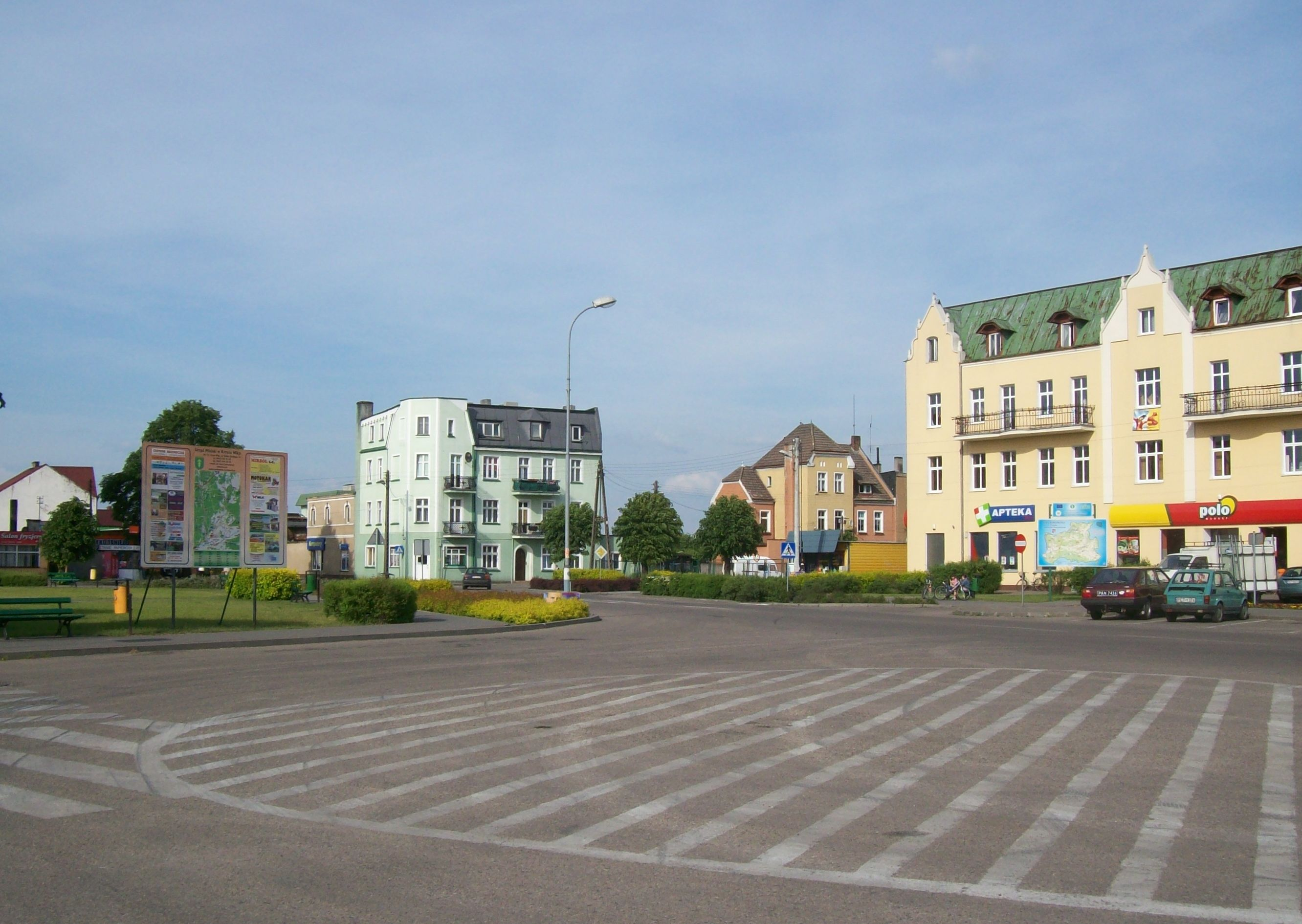
Das Stadtzentrum von Krzyź Wielkopolski (Kreuz)

Dazu gehören 16 Ortschaften, von denen 11 sogenannte Schulzenämter bilden:
| Name                | deutscher Name (bis 1945)              |
| ------------------- | -------------------------------------- |
| Brzegi              | Kienwerder                             |
| Huta Szklana        | Glashütte                              |
| Krzyż Wielkopolski  | Lukatz-Kreuz 1936–1945 Kreuz (Ostbahn) |
| Kuźnica Żelichowska | Selchowhammer                          |
| Lubcz Mały          | Klein Lubs                             |
| Lubcz Wielki        | Groß Lubs                              |
| Nowe Bielice        | Neu Beelitz                            |
| Przesieki           | Prossekel 1904–1945 Wiesental          |
| Wizany              | Fissahn                                |
| Żelichowo           | Selchow                                |

Weitere Ortschaften sind: Dębina, Łokacz Mały (Buschlukatz), Łokacz Wielki (Dragelukatz), Nowe Osieczno, Pestkownica, Rzeczyn, Stefanowo (Dragefeld), Topno, Zacisze und Zwierzyniec.

## Persönlichkeiten
- Hans-Georg Vogel (1910–1994), deutscher Gymnasiallehrer und Fußballtrainer